# Direction (groupe)
Pour les articles homonymes, voir Direction.
Direction est un groupe de rock progressif canadien, originaire du Québec. La formation est fortement inspirée des groupes de musique progressive des années 1970 et 1980. Elle est composée de Marco Paradis (guitare, piano), Serge Tremblay (voix, basse et claviers), et Jean-Claude Tremblay (batterie).

## Biographie
Direction est formé en 1998 par Marco Paradis (guitare) et son ami d'enfance François Potvin (batterie, percussions). Le trio débute sa discographie en 2002 avec la sortie du premier disque intitulé R. 
Leur deuxième album, O est lancé en 2005 et deux extraits de l'album sont diffusés sur les ondes de la majorité des radios du Québec : Gazelle et Laissez-moi. Le troisième opus, 13 lancé en décembre 2006, se retrouve également rapidement sur les ondes grâce aux pièces Suis-moi et Le Retour. En 2008, le groupe signe un contrat de disque avec le label Unicorn Digital pour le lancement de leur quatrième disque intitulé EST. Cette entente procure une distribution internationale des œuvres de Direction. Une réédition sous cette étiquette du premier album Air(R) est lancé en 2009 en version remixé et remasterisé sous l'appellation Ère(R). 
En 2011, la formation lance un double-album concept intitulé VA. Un disque particulier, car il est composé de seize courtes scènes (jouées par pas moins de vingt-trois comédiens) et de seize chansons. Le tout est basé sur l'aventure du personnage principal de la pièce : Alex. À la suite de chacune des scènes le groupe interprète une pièce que lui a inspiré l'extrait. Ce disque les propulse au sommet des ventes chez Unicorn. En 2013, le réalisateur de film Sébastien Pilote inclut une pièce du groupe (La Fuite extrait de l'album Est) dans son film Le Démantèlement, film récompensé du prix de la Société des auteurs et compositeurs dramatiques dans le cadre de la Semaine de la critique du Festival de Cannes 2013. L'écrivaine Lise Moisan (Les Ailes d'Angèle) s'assure également en 2013 les droits de trois pièces du groupe qui seront intégrées à sa nouvelle pièce de théâtre.
Toujours sur l'étiquette Unicorn Digital, Ailes a été lancé en 2023. Cet album est un album concept qui raconte l'histoire d'un vol spatial touristique qui tourne mal. L'équipage et les passagers ne pourront revenir sur terre. Une pièce de plus de 30 minutes : Risquer l'adieu y figure, confirmant le caractère progressif de Direction.

## Membres

### Membres actuels
- Marco Paradis - guitare, piano
- Serge Tremblay - voix, basse, claviers
- Jean-Claude Tremblay - batterie

### Ancien membre
- François Potvin - batterie
- Robin Gaudreault - basse